# Centro Anna Frank
Il Centro Anna Frank (Anne Frank Zentrum) è un museo di Berlino dedicato all'omonima diarista.

## Storia
Venne fondato nel 1998 nelle vicinanze di Hackescher Markt, nel quartiere berlinese di Mitte. Il Centro Anna Frank è gemellato con la più nota Casa di Anna Frank di Amsterdam.